# Promozione Emilia-Romagna 1971-1972
Nella stagione 1971-1972 la Promozione era il quinto livello del calcio italiano (il massimo livello regionale). Qui vi sono le statistiche relative al campionato in Emilia-Romagna.
Il campionato è strutturato in vari gironi all'italiana su base regionale, gestiti dai Comitati Regionali di competenza. Promozioni alla categoria superiore e retrocessioni in quella inferiore non erano sempre omogenee; erano quantificate all'inizio del campionato dal Comitato Regionale secondo le direttive stabilite dalla Lega Nazionale Dilettanti, ma flessibili, in relazione al numero delle società retrocesse dal Campionato Interregionale e perciò, a seconda delle varie situazioni regionali, la fine del campionato poteva avere degli spareggi sia di promozione che di retrocessione.

## Girone A

### Classifica finale
|  | Pos. | Squadra                                            | Pt | G  | V  | N  | P  | GF | GS | DR  |
|  | ---- | -------------------------------------------------- | -- | -- | -- | -- | -- | -- | -- | --- |
|  | 1.   | C.A. Faenza Sez.Calcio, Faenza                     | 47 | 32 | 19 | 9  | 4  | 56 | 23 | +33 |
|  | 2.   | U.S. Russi, Russi                                  | 44 | 32 | 18 | 8  | 6  | 45 | 24 | +21 |
|  | 3.   | A.S. Santarcangiolese, Santarcangelo di Romagna    | 41 | 32 | 17 | 7  | 8  | 54 | 26 | +28 |
|  | 4.   | F.C. Savena, Bologna                               | 38 | 32 | 14 | 10 | 8  | 33 | 25 | +8  |
|  | 5.   | A.G.C. Budrio, Budrio                              | 37 | 32 | 14 | 9  | 9  | 38 | 34 | +4  |
|  | 5.   | S.S. Casalecchio, Casalecchio di Reno              | 37 | 32 | 15 | 7  | 10 | 37 | 28 | +9  |
|  | 7.   | S.S. Savignanese, Savignano sul Rubicone           | 34 | 32 | 12 | 10 | 10 | 43 | 39 | +4  |
|  | 8.   | S.C. Progresso Castelmaggiore, Castel Maggiore     | 33 | 32 | 12 | 9  | 11 | 26 | 24 | +2  |
|  | 9.   | Pol. Gigangomma San Lazzaro, San Lazzaro di Savena | 32 | 32 | 10 | 12 | 10 | 24 | 32 | -8  |
|  | 10.  | U.S. Misano, Misano Adriatico                      | 28 | 32 | 10 | 8  | 14 | 40 | 38 | +2  |
|  | 11.  | S.P. Argentana, Argenta                            | 27 | 32 | 9  | 9  | 14 | 28 | 39 | -11 |
|  | 11.  | A.C. Granarolo, Granarolo dell'Emilia              | 27 | 32 | 8  | 11 | 13 | 25 | 43 | -18 |
|  | 11.  | A.P.E.M. Caveia, Predappio                         | 27 | 32 | 9  | 9  | 14 | 24 | 34 | -10 |
|  | 11.  | U.S. Altedo, Altedo di Malalbergo                  | 27 | 32 | 8  | 11 | 13 | 29 | 40 | -11 |
|  | 15.  | S.S. Sampierana, San Piero in Bagno                | 26 | 32 | 7  | 12 | 13 | 25 | 33 | -8  |
|  | 16.  | U.S. Cesenatico, Cesenatico                        | 22 | 32 | 5  | 12 | 15 | 17 | 36 | -19 |
|  | 17.  | S.P. Molinella, Molinella                          | 17 | 32 | 4  | 9  | 19 | 27 | 53 | -26 |

## Girone B

### Classifica finale
|  | Pos. | Squadra                                            | Pt | G  | V  | N  | P  | GF | GS | DR  |
|  | ---- | -------------------------------------------------- | -- | -- | -- | -- | -- | -- | -- | --- |
|  | 1.   | U.S. Gio.Fil. San Giorgio, Sassuolo                | 42 | 30 | 16 | 10 | 4  | 40 | 20 | +20 |
|  | 2.   | Correggese                                         | 40 | 30 | 14 | 12 | 4  | 35 | 14 | +21 |
|  | 3.   | G.S. Industrie Felino, Felino                      | 37 | 30 | 12 | 13 | 5  | 37 | 20 | +17 |
|  | 4.   | U.S. Mirandolese, Mirandola                        | 37 | 30 | 14 | 9  | 7  | 33 | 26 | +7  |
|  | 5.   | A.S. San Secondo, San Secondo Parmense             | 35 | 30 | 12 | 11 | 7  | 29 | 22 | +7  |
|  | 6.   | A.S. Langhiranese, Langhirano                      | 31 | 30 | 10 | 11 | 9  | 34 | 29 | +5  |
|  | 6.   | G.S. Beta Sporting Club, Sant'Ilario d'Enza        | 30 | 30 | 8  | 14 | 8  | 31 | 26 | +5  |
|  | 8.   | Pol. Assicurazioni Unipol - Crevalcore, Crevalcore | 27 | 30 | 8  | 11 | 11 | 22 | 26 | -4  |
|  | 8.   | F.C. Moglia, Moglia                                | 27 | 30 | 8  | 11 | 11 | 29 | 30 | -1  |
|  | 8.   | A.S. Rapetti Valtarese, Borgo Val di Taro          | 27 | 30 | 8  | 11 | 11 | 29 | 36 | -7  |
|  | 8.   | G.S. Busseto, Busseto                              | 27 | 30 | 7  | 13 | 10 | 19 | 29 | -10 |
|  | 12.  | U.S. Reggiolo, Reggiolo                            | 26 | 30 | 6  | 14 | 10 | 26 | 31 | -5  |
|  | 12.  | U.C. Viadanese, Viadana                            | 26 | 30 | 8  | 10 | 12 | 32 | 37 | -5  |
|  | 12.  | A.C. Panigal, Bologna-Borgo Panigale               | 26 | 30 | 9  | 8  | 13 | 20 | 37 | -17 |
|  | 15.  | U.P. Pro Patria, San Felice sul Panaro             | 25 | 30 | 6  | 13 | 11 | 32 | 38 | -6  |
|  | 16.  | U.S. Vignolese, Vignola                            | 17 | 30 | 2  | 13 | 15 | 17 | 44 | -27 |

### Finale titolo campione regionale
Non disputata per la rinuncia del Faenza